# Раманівське розсіяння

Схема рівнів та переходів між ними при раманівському розсіюванні

Раманівське розсіювання або комбінаційне розсіювання — непружне розсіювання світла, при якому частота розсіяної хвилі змінюється на величину власної частоти коливань молекули. 
Випромінювання на частоті меншій від частоти падаючої хвилі називається стоксовим. При стоксовому випромінюванні частина енергії поглинутого фотона йде на збудження коливань у молекулі. 
Випромінювання на частоті більшій за частоту падаючої хвилі називається антистоксовим. При антистоксовому випромінюванні молекула віддає електромагнітному полю енергію свого коливання.
Раманівське розсіювання широко використовується для вивчення коливальних спектрів молекул, характеристики поверхні кристалів тощо.

## Історія відкриття
Раманівське розсіювання відкрили в 1928 році Раман і Крішнан, а також, незалежно, радянські фізики Мандельштам і Ландсберг. 
За відкриття комбінаційного розсіювання Чандрасекара Раман отримав Нобелівську премію з фізики за 1930 рік.